# Witalij Szczigolew
Witalij Michajłowicz Szczigolew (ros. Виталий Михайлович Щиголев; ur. 20 grudnia 1997 w Pawłodarze) – kazachski łyżwiarz szybki.

## Kariera
Na rozgrywanych w 2020 mistrzostwach świata czterech kontynentów w Milwaukee zdobył złoty medal w biegu na 5000 m i brązowy w biegu drużynowym. Następnie zdobył srebrny medal w biegu drużynowym na mistrzostwach świata czterech kontynentów w Calgary w 2022. Kolejny złoty medal zdobył na mistrzostwach świata czterech kontynentów w Quebecu w 2023, ponownie wygrywając na 5000 m. Ponadto na mistrzostwach świata czterech kontynentów w Hachinohe w 2025 zwyciężył w biegu masowym.
Na mistrzostwach świata na dystansach w Heerenveen w 2021 był szósty w biegu drużynowym i czternasty w biegu na 1500 m. 
Na podium zawodów Pucharu Świata pierwszy raz stanął 11 grudnia 2022 w Calgary, zajmując trzecie miejsce w biegu masowym . 